# Институт научной информации по общественным наукам РАН
Институ́т нау́чной информа́ции по обще́ственным нау́кам (ИНИО́Н РАН) ― основанная в 1969 году на базе ФБОН АН СССР имени В. П. Волгина исследовательская организация при Президиуме Российской академии наук. Находится в Москве. Директор и председатель Учёного совета — член-корреспондент РАН А. В. Кузнецов.
Крупнейший в Российской Федерации центр научной информации и многопрофильный научно-исследовательский институт в области социальных и гуманитарных наук. Четвёртая по объёму фондов библиотека в стране и 23-я в мире, имеющая также 18 действующих филиалов при различных академических институтах в Москве (общий объём фондов в филиалах — свыше 3 млн единиц, включая свежие поступления в рамках системы «обязательного экземпляра», а также в рамках международного книгообмена и тому подобных). ИНИОН подготавливает и издаёт несколько научных журналов (шесть — в перечне ВАК, в том числе четыре — в RSCI на платформе Web of Science, два — в ERIH+), серии библиографических, реферативных и аналитических изданий, располагает автоматизированной информационной системой по общественным наукам (более 4 млн записей), проводит научные исследования в области правоведения, политической науки, истории, экономики, социологии и социальной психологии, философии, культурологии, литературоведения, языкознания, регионоведения, глобальных проблем современности, африканистики, науковедения, европейской безопасности и других дисциплин.

## История

### Библиотека Социалистической академии общественных наук — Коммунистической академии(1918—1936)
В 1918 году при Социалистической академии по общественным наукам ВЦИК была создана Библиотека. В августе 1918 года под неё отведено «бывшее помещение лазарета Практической Академии коммерческих наук» на Покровском бульваре, 5. Первым заведующим Библиотекой стал А. Д. Евтихиев, в дальнейшем её возглавляли С. П. Щуров, Н. М. Попов. В первые годы существования (1918—1923) основной деятельностью Библиотеки было комплектование фондов. Поначалу фонд пополнялся хаотически, книги поступали большими партиями (так, в 1920-м в день первомайского субботника привезено несколько грузовиков книг), систематизация отсутствовала. Хранилище представляло собой неупорядоченный книжный склад.
В числе наиболее крупных собраний, положивших начало библиотечным фондам, были библиотека Практической академии коммерческих наук (27 000 экземпляров), часть библиотеки Катковского лицея (10 000), библиотека В. И. Танеева, библиотека Биржевого комитета (30 000), библиотека Литературно-художественного кружка (10 000), экономическая библиотека И. М. Гольдштейна (4000), коллекция белогвардейской литературы времён генерала А. И. Деникина из Ростова-на-Дону, библиотека Е. Е. Егорова (30 000), революционный архив Исторического музея, (около 1500 книжных единиц нелегальных заграничных и русских изданий), многие частные коллекции, спасённые от уничтожения (собрания Вайнштейна, А. А. Мануйлова, С. Н. Булгакова, Н. В. Тесленко, П. А. Бурышкина и другие).
Учреждение отражало структуру Академии, на раннем этапе существования являясь одновременно библиотекой и высшего учебного заведения, и научно-исследовательского института. С середины 1919 года, после упразднения в Академии учебно-просветительной секции и преобразования её в исключительно научно-исследовательское учреждение, по новаторскому замыслу Д. Б. Рязанова, Библиотека преобразовалась в совокупность кабинетов-лабораторий для научно-исследовательской работы. В 1919 году были созданы два первых кабинета — истории революционного движения на Западе и истории революционного движения в России. В 1920—1921 годах появились кабинеты истории идеологии, истории войны 1914—1918 годов, рабочего вопроса, экономики, III Интернационала, советского строительства и права.
В июле 1919 года Библиотека переведена в здание в Шереметьевском переулке, 1, в начале 1920-го получила помещение на улице Знаменка, 11, где находилась в течение полувека. «Здание было старое, дореволюционное. …И при входе был такой знаменательный признак: пахло книгами», — вспоминал один из позднейших сотрудников, А. И. Ракитов.
С момента образования Центральной книжной палаты в августе 1920 года Библиотека начала регулярно получать обязательные экземпляры. К 1921 году относятся первые попытки систематизации фондов, однако обработка литературы проводилась каждым кабинетом по собственным методам, без единого плана. Весной 1921 года открылся общий читальный зал — не только для работников Соцакадемии, но и для преподавателей и
студентов Института красной профессуры, московских вузов, государственных и партийных органов. В 1923-м Библиотека начала проведение выставок новой литературы. Число сотрудников Библиотеки постепенно увеличивалось: в 1919 году — с 4 до 10 человек, в 1921-м — больше 30, в 1923 — 80.
Систематическое упорядочивание фондов относится к 1923 году, когда Библиотеку возглавила Г. К. Дерман, получившая библиотечное образование в Симмонс-колледже в Бостоне и обладавшая опытом работы в Славянском отделе Библиотеки Конгресса США. Под её руководством (1923—1934) началось активное библиотечное строительство. К концу 1924 года книжные завалы ликвидированы, проведена инвентаризация и систематизация собраний. Работа Библиотеки централизована, обособленные кабинеты преобразованы в отделы, ведающие систематическим комплектованием и работающие с читателями, — отдел приёма литературы, отдел комплектования, отдел хранения, справочный отдел, отдел каталогизации, отдел научной систематизации, отдел библиографии.
С 17 апреля 1924 года, после реорганизации Академии, Библиотека стала называться Библиотекой Коммунистической академии ЦИК СССР. В 1925—1926 годах проводится каталогизация фонда на основе предметной формы, принятой в Библиотеке Конгресса, с учётом советской специфики, начинаются создание библиографических указателей, книгообмен с зарубежными партнёрами. Начиная с 1925 года формируется сеть филиалов Библиотеки в институтах Академии — открываются библиотеки при Институте советского строительства, Институте экономики, Институте философии и других. В 1927 году начинается издание информационного бюллетеня.
В 1934-м происходит реорганизация структуры Библиотеки — единый сектор библиографии заменяют отраслевые секторы, ведущие комплектование, систематизацию, справочную и библиографическую работу по своим отраслям.

### Фундаментальная библиотека общественных наук АН СССР(1936—1969)
С 1936 года, после ликвидации Коммунистической академии, Библиотека входит в систему Академии наук СССР и получает название Фундаментальной библиотеки общественных наук Отделения общественных наук АН СССР (БИБООН), с 1938 — Фундаментальной библиотеки общественных наук АН СССР (ФБОН). К этому времени в Библиотеке выработана система информационно-библиографических изданий по общественным наукам.
С переходом в состав Академии наук работа Библиотеки охватывает новые отрасли, не изучавшиеся в системе Комакадемии, — археология, этнография, востоковедение и другие. Выделяются три основные направления деятельности ФБОН: содействие научной работе академических институтов, обслуживание научных работников, координация и организация работы других общественно-научных библиотек страны. С 1936 года издаются тематические и библиографические указатели литературы по тематике работ институтов гуманитарного профиля Академии наук, аннотированные библиографические указатели поступлений в фонд Библиотеки по разным научным отраслям.
В 1939 году закончено составление генерального алфавитного служебного каталога, в 1940-м открыт читательский каталог. В годы войны библиотечный фонд был частично переведён в Ташкент, частично укрыт от бомбёжек и пожаров в траншеях во внутреннем дворе здания на улице Знаменка. Часть сотрудников ушла на фронт, часть продолжала работу в Москве.
В послевоенные годы организованы новые подразделения по славяноведению, балканистике, языкознанию, литературоведению. В 1950-м создан Учёный совет Библиотеки. С начала 1950-х расширяется подготовка реферативных сборников. К середине 1960-х годов в ФБОН существовали устойчивые традиции библиотековедения и библиографоведения.
Возглавлявший Библиотеку c 1949-го по 1967 год историк В. И. Шунков доказывал, что одной из причин отставания общественных наук в стране было отсутствие правильно организованной научной информации. Им в ФБОН была создана первая экспериментальная группа по реферированию общественно-политической литературы. Обсуждения проблем методического характера, связанных с необходимостью применения новых способов обработки и реферирования литературы и организации централизованной системы информации по общественным наукам, привели к возникновению на базе Библиотеки научно-исследовательского института. Программа создания Института была разработана под руководством В. И. Шункова.

## Институт научной информации по общественным наукам АН СССР — РАН
Решение о создании Института на базе ФБОН АН СССР было принято в октябре 1968 года Центральным Комитетом КПСС и Советом Министров СССР, а 7 февраля 1969 года — Президиумом Академии наук. Первоначально, по постановлению Президиума Академии, название было ИНИБОН — Институт научной информации и Фундаментальная библиотека общественных наук Академии наук СССР. Первым директором Института (1970—1972) стал востоковед-китаист доктор исторических наук Л. П. Делюсин. О своей эпохе он вспоминал: 
В своё время ФБОН для многих людей из нашей интеллигенции стал чем-то вроде ссылки. В библиографический отдел как бы «ссылали» умных людей, которые не могли устроиться в другие институты, и они становились библиографами. Разрешалось туда принимать и евреев. Были среди сотрудников и такие, которых увольняли из институтов за какие-либо диссидентские мнения, но я их принимал на работу. И когда вместо меня назначали В. А. Виноградова, я просил его оставить всех тех, кого я взял.
Чудесные, интересные люди работали там в моё время. Уникальная свободная среда. <…> Был и такой случай: поступил донос на одну сотрудницу, которая на нашем ксероксе, а у нас ксерокс был жуткий, советского производства, скопировала «Мастера и Маргариту» М. А. Булгакова. Требовали, чтобы я её уволил, но я на это не согласился.

В Библиотеке и Институте в разное время работали известные учёные в области библиотековедения и библиографии — Г. К. Дерман, Д. Д. Иванов, В. И. Шунков, И. Н. Кобленц, Т. И. Райнов, Л. В. Трофимов, К. Р. Симон, Г. Г. Кричевский, Е. В. Бажанова, Н. П. Дебец, Г. М. Марковская, И. А. Ходош, И. Я. Госин, О. А. Барыкина, Ю. Д. Рыскин, И. А. Калоева, С. И. Кузнецова и другие известные фигуры, в том числе В. А. Рубин, Н. Н. Месяцев, Г. С. Померанц, А. М. Пятигорский, Л. М. Алексеева. Большой вклад в развитие учреждения внёс историк экономики академик В. А. Виноградов, занимавший пост директора с 1972 по 1998 годы.
Как-то проходивший мимо Белого зала механик в раздражении бросил: «Подумаешь, работают. Книжки читают». Ответом был дружный смех. Да, работники ФБОН были убеждены в высоком предназначении занятий с книгой!..
В ИНИОНе была сформирована трёхступенчатая система информационных изданий (библиографическая — реферативная — аналитическая информация), обеспечивающая получение научными работниками оперативных сведений о выходящей литературе и возможность ознакомления с наиболее значимыми изданиями в отраслевых библиографических и реферативных журналах.
В 1976 году в Институте начаты работы по созданию Интегральной автоматизированной информационной системы (ИАИС; впоследствии АИСОН — Автоматизированная информационная система по общественным наукам). К 1976 году относится и создание Международной информационной системы по общественным наукам (МИСОН).
С начала 1980-х годов в ИНИОНе ведутся библиографические базы данных по социальным и гуманитарным наукам, включающие аннотированные описания книг и статей из журналов и сборников на 140 языках.
C 1990-х годов Институт выпускает ряд аналитических и исследовательских периодических изданий — журналы «Россия и современный мир» и «Литературоведческий журнал», научно-информационный бюллетень «Россия и мусульманский мир», дайджест «Культурология», сборники научных трудов «Политическая наука», «Актуальные проблемы Европы», «Социальные и экономические проблемы России», «Науковедческие исследования».
В конце 1980-х годов с уменьшением бюджетного финансирования сократился объём закупок иностранной литературы и периодики. В 1990-х годах, по свидетельству работавших в библиотеке учёных, «положение ИНИОН, как и других академических центров, стало поистине критическим. Бюджетное финансирование приобрело почти символический характер. Выделяемых средств едва хватало на нерегулярно выдаваемую зарплату научным сотрудникам — истинным подвижникам, продолжавшим работать, как говорится, „из любви к искусству“. Не хватало средств на полномасштабную модернизацию». После реформы Российской академии наук в конце 2013 года ИНИОН перешёл в ведомство Федерального агентства научных организаций. По данным на 2015 год, бюджет Российской Академии наук составил 3 % от бюджета Федерального агентства научных организаций России.

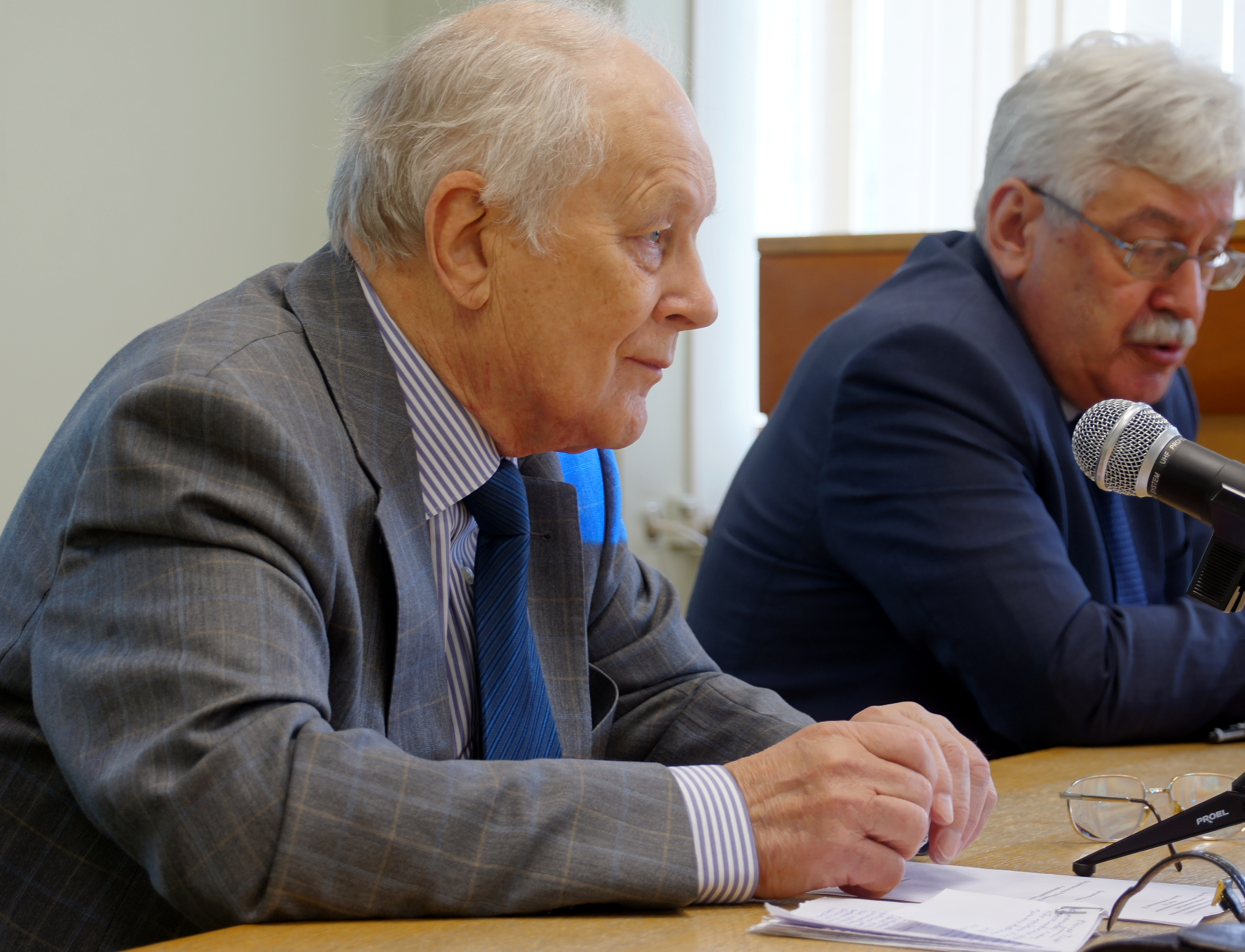
А. Н. Сахаров и Ю. С. Пивоваров на конференции в ИНИОН РАН в 2014 году

В 1997 году произведена реорганизация структуры Института — на основе отделов образованы центры социальных и гуманитарных научно-информационных исследований, центр научно-информационных исследований глобальных и региональных проблем, центр научно-информационных исследований по науке, образованию и технологиям и центр информатизации.
С 1998 по 2015 год ИНИОН возглавлял политолог академик Ю. С. Пивоваров (покинувший пост директора после пожара в Институте). Под его руководством в ИНИОНе велись научно-информационные исследования, проводились семинары и конференции, книжные выставки, публиковались труды, осуществлялось международное сотрудничество с Французским центром, Германским историческим институтом в Москве и другими научными и культурными организациями.
На начало 2015 года Библиотека ИНИОН насчитывала свыше 14 млн единиц хранения (книг, брошюр журналов, авторефератов диссертаций, микрофильмов и тому подобных), среди них редкие издания XVI — начала XX веков, документы на древних, современных восточных, европейских, славянских и русском языках, обширная справочная литература.

### Создание цифровых копий
C 1998 года Институтом производится оцифровка фондов Фундаментальной библиотеки. Работы ведутся по трём направлениям:
1. Создание цифровых копий наиболее востребованных читателями единиц хранения, производившееся Институтом за счёт собственных средств. К 2015 году было оцифровано более 100 тысяч документов[52].
2. Создание электронных копий научных изданий ИНИОН, осуществляемое также на собственные средства Института. К 2015 году отсканировано около 1 тысячи изданий, которые представлены на сайте Института и Научной электронной библиотеки[52][53].
3. Начавшаяся в 2006 году работа в рамках целевой программы РАН «Электронная библиотека научного наследия России», на которую с 2006-го по 2014 год Институту было выделено 22,1 млн рублей. 30,2 % этих средств составили налоги, отчисленные в федеральный бюджет, 10 % — затрачено на необходимое оборудование[52]. Согласно отчёту ИНИОН по запросу Общественной палаты, в 2006—2014 годах было отсканировано и подготовлено в качестве электронных копий 6762 книги объёмом 1 690 500 страниц. Около 1⁄3 изданий, представленных в электронной библиотеке «Научное наследие России» на начало 2015 года, оцифрованы в ИНИОН РАН[52].

### Здание
Торжественная лестница продолжает путь от моста и ведёт из глухих коридоров нижних этажей, где расположено книгохранилище, в «горний мир» читальных залов. Верхний этаж, очень высокий, освещён ярким светом через круглые зенитные фонари, которые подчёркивают «космичность» интерьера. Это храм знаний, демократический учёный рай, бесконечное равномерное пространство, разделённое лёгкими остеклёнными перегородками. Здесь царствует горизонталь, студент и академик равны в своём стремлении к научной истине: каждому фонарь, стул со столом, книга и чай в буфете. Веру в науку, которая способна справиться со всеми проблемами, даже придать социализму человеческое лицо, как нельзя лучше воплощала аскетическая геометрия архитектуры 60-х, с её отточенными пропорциями и немногословной деталировкой.
В декабре 1964 года «Вестник Академии наук» представлял проект, согласно которому Библиотека должна «состоять из двух трёхэтажных крыльев, образующих прямой угол», сообщая также, что «впоследствии объём здания предполагается удвоить, и оно приобретёт вид замкнутого прямоугольника» с внутренним двориком.
Здание в эстетике брутализма, представляющее соединение бетонных и стеклянных конструкций, построено на улице Красикова, 51 в 1960-х — начале 1970-х годов по проекту Я. Б. Белопольского, Е. П. Вулыха и Л. В. Мисожникова.
Архитекторы обращались к опыту Алвара Аалто, интерпретируя приём, использованный финским дизайнером при проектировании знаменитых библиотек: круглые фонари верхнего света, обеспечивающие естественное освещение в читальных залах и создающие аллюзию к храму науки.
В архитектуре здания присутствовало влияние О. Нимейера и Ле Корбюзье — «кубические пропорции и пилоны-опоры ИНИОНа отсылают к Ля Туретт, а <…> бассейн, в котором должно было отражаться модернистское здание, — к Чандигарху».
Переезд с улицы Фрунзе в новое здание начался в мае 1974-го. Торжественное открытие научного учреждения, образующего единую архитектурную композицию с размещёнными рядом зданиями Центрального экономико-математического института и Центральной научной медицинской библиотеки, состоялось 7 июня 1974 года.
Коллективом архитекторов было сделано эффектное и в то же время простое решение фасадов здания: простые остеклённые объёмы украшали только рёбра солнцезащиты на двух нижних этажах, и скромная лента остекления третьего этажа, нависавшего над нижней частью здания. Перед зданием был сделан прямоугольный бассейн, над которым был перекинут мостик к порталу библиотеки. Фонтан <…> выполнял функцию охлаждения воды для кондиционирования помещений Института и библиотеки. Главной особенностью архитектурного решения интерьеров библиотеки был третий этаж, перекрытие которого было с большими зенитными фонарями, которые давали свет общественным пространствам и читальным залам.
По воспоминаниям сотрудников, в строящемся здании снимались кадры для фильма «Солярис» А. Тарковского. В центральном вестибюле здания проходили съёмки эпизода фильма Т. Бекмамбетова «Фантом» (2011). Российское отделение международной организации по охране архитектурных памятников «Docomomo» называет здание «одним из ярчайших объектов советского модернизма» и включает его в предварительный список ста наиболее значимых объектов архитектуры XX века Москвы.

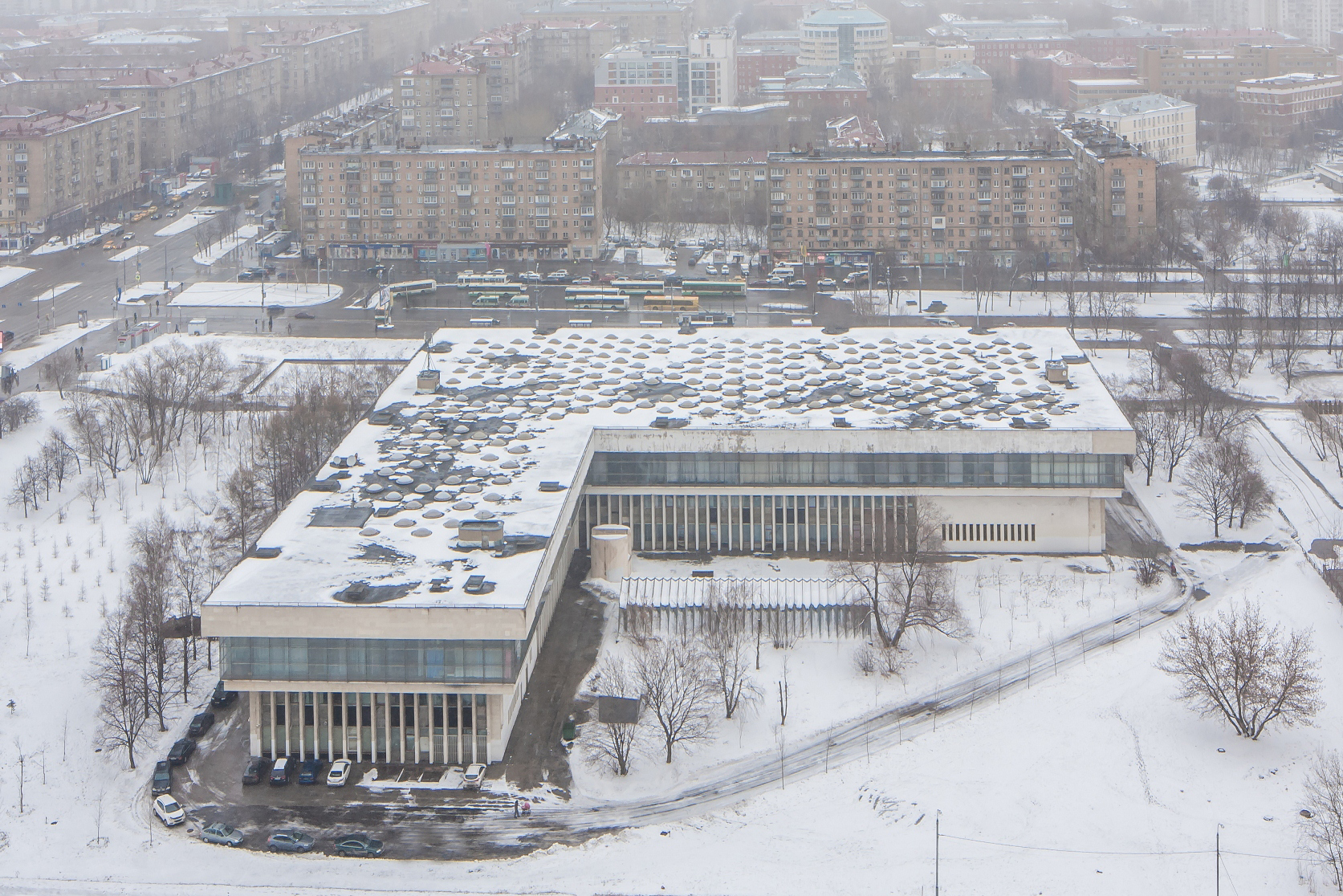
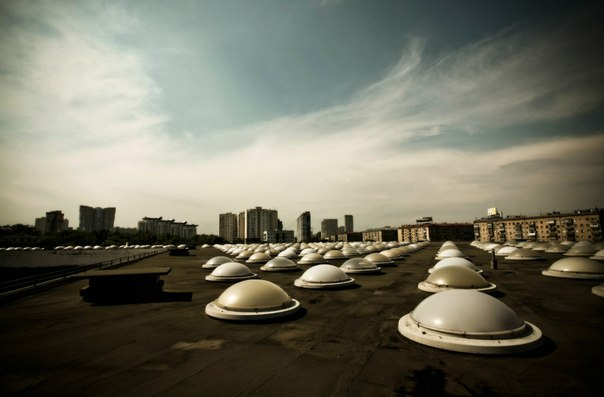
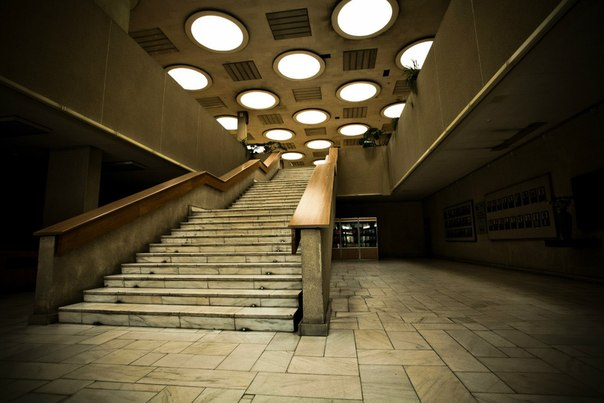

Неотъемлемую часть внутреннего облика ИНИОНа составили китайские розы, лировидные фикусы, пальмы, олеандры, лимоны, филодендроны, агавы, юкка и другие крупные тропические и субтропические растения, росшие в кадках в читальных залах, холлах и коридорах третьего этажа.
В конце 1980-х годов система вентиляции и кондиционирования, основанная на бассейне с фонтанами перед фасадом здания, вышла из строя. Летом в здании было очень душно. В 1990-х пришёл в аварийное состояние и был закрыт мост, ведущий к главному входу. Просьбы дирекции о ремонте оставались без ответа.

## Пожар (2015)
ИНИОН — это целая эпоха русской интеллектуальной жизни, это наша Александрийская библиотека…
 	 
	Пожар в ИНИОНе — это намного больше, чем утрата ценного собрания книг, это утрата важнейшего культурного центра, с которым связаны имена современных исследователей. Для всех нас это большая человеческая и гуманитарная трагедия.
Вечером 30 января 2015 года в здании ИНИОН возник пожар. Огонь распространился на площади в 2000 м², из-за чего 1000 м² кровли обвалилась. Разрушено левое крыло здания, где находились кабинеты сотрудников и читальные залы, в подсобных фондах которых хранились выходившие в России и за рубежом основные справочные издания: энциклопедии и словари, труды отечественных и зарубежных историков, философов и экономистов, коллекции материалов по истории Первой и Второй мировых войн.
В меньшей степени огонь и вода затронули книгохранилища. Уцелели Фонд редких изданий и Готская библиотека, вывезенная в СССР после Второй мировой войны, библиотечные каталоги.
По официальным данным, люди не пострадали. В качестве основной версии возгорания рассматривались короткое замыкание в электрооборудовании, не исключался также поджог. По выводам пожарно-технической экспертизы, сделанным в апреле, причиной явилось короткое замыкание, произошедшее в результате проникновения воды сквозь дыру в крыше здания и попадания её на электропроводку.

### Последствия пожара
Научное сообщество расценило пожар в ИНИОН как трагедию для всей гуманитарной науки и науки России, катастрофу национального значения. По мнению главы Министерства образования и науки Д. В. Ливанова, пожаром нанесён ущерб не только научному потенциалу, но и престижу науки в целом:
Пожар ИНИОН является таким примером, в котором, как в капле воды, отразились все проблемы нашего научного сектора, когда в рамках Академии наук, в том виде, в котором она была до реформы, не просто имущество не содержалось в должном виде, а целые направления научных исследований находились на периферии и передовые учёные были вынуждены уезжать из страны.
Тушение пожара производилось не пеной, а водой, от которой пострадали уцелевшие от огня книги. По предварительным оценкам, уничтожено около 20 % библиотечного фонда. Из-за недостатка средств было оцифровано лишь около 7 тысяч документов из более чем 14 миллионов. Оцифрованные материалы сохранились на сервере «Научного наследия России». При объёме финансирования как в середине 2010-х годов на сканирование всех фондов понадобилось бы около 100 лет.
В средствах массовой информации приводились разноречивые данные о составе утраченных и пострадавших фондов. Упоминались утрата материалов Генеральной ассамблеи ООН на русском языке, международных справочников, материалов Международного суда, документов НАТО, части фондов библиотеки Института мировой литературы на иностранных языках и Института славяноведения на различных славянских языках, фонда справочно-библиографического отдела. Наиболее полные сведения о составе полностью утраченных, частично пострадавших и сохранившихся фондов приводятся в монографии А. Б. Антопольского и Д. В. Ефременко «Инфосфера общественных наук России»:
«В числе полностью утраченных фондов: фонд литературы по истории государства и права, международному праву, материалы Лиги Наций и ООН, парламентские издания, литература по отдельным отраслям права, Собрание законов Российской империи; фонд литературы по библиотековедению, библиографоведению, информатике; фонды (до 1975 г.) по литературоведению, языкознанию, искусствознанию, философии, социологии, религиоведению, археологии, нумизматике, истории педагогики, организации образования, истории военного дела, истории социальных учений, международного рабочего и коммунистического движения; фонд зарубежной художественной литературы (до 1975 гг.); фонд литературы по истории и организации Академии наук и научных учреждений (до 1975 гг.); фонд микрофильмов и микрофиш; фонд справочных изданий, словарей, энциклопедий (до 1975 г.); фонд депонированных рукописей.
В числе частично сохранившихся фондов: отечественные и иностранные журналы по истории, экономике, праву, филологии (до 1964 г.); фонд истории науки (до 1975 гг.); книги по искусству большого формата; „местный отдел“ — литература (до 1975 г.), относящаяся к природным ресурсам, экономике, партийному, советскому и культурному строительству отдельных республик, областей и краев, а также справочная, краеведческая и статистическая информация); справочно-библиографический фонд; фонды по истории России, истории отдельных стран, истории партий и социальных движений, истории профессионального движения, статистике, экономической истории, политэкономии, мировой экономике, банкам, финансам, налогам, экономике России, отдельных стран, истории и экономике транспорта, истории торговли; ряд фондов форматной расстановки.
Сохранились (помимо перечисленных выше редких изданий) следующие фонды: журнальный фонд (отечественные и иностранные журналы с 1964 г. по настоящее время); газетный фонд; фонд бывшего спецхрана; издания ИНИОНа; книги издательства „Прогресс“; ряд фондов форматной расстановки».
По предварительной оценке экспертов на 12 февраля, вывозу, заморозке и дальнейшему восстановлению подлежат 2,95 млн экземпляров: «Потери книжного фонда составляют 5,42 млн экземпляров, из которых около 1,2 млн экземпляров были подготовлены к списанию и 0,8 млн экземпляров имеют дубликаты в других отделениях библиотеки. Ещё 1,1 млн экземпляров утраченной отечественной литературы поступали в библиотеку в составе обязательного экземпляра и соответственно имеются в других крупнейших библиотеках России.
Таким образом, сложно восстановимая часть фонда, по предварительным оценкам, составляет 2,32 млн экземпляров книг (15,7 % от всего фонда)».
В настоящее время[когда?] читателям доступны лишь около 3 млн экземпляров, находящихся в 18 действующих филиалах при академических институтах в Москве, включая Синологическую библиотеку (отделение при Институте Дальнего Востока, ежегодные пополнения — более 400 новых иностранных книг и свыше 100 наименований китайских журналов), библиотеки при Институте археологии РАН, Институте социологии РАН, Институте философии РАН и других. Остальная часть непострадавшего фонда, включая книги XVII—XIX веков, законсервирована в складских помещениях.
По оценке бывшего директора Российской государственной библиотеки А. И. Вислого, процесс реставрации повреждённых изданий с учётом объёма фондов займёт десятилетия: «И это самое страшное — мы потеряли на десятилетия ещё одну библиотеку, книги из её фондов становятся недоступны на долгие годы». По оценке главы ФАНО М. М. Котюкова, при использовании последних российских технологий на реставрацию пострадавших изданий потребуется полтора века.

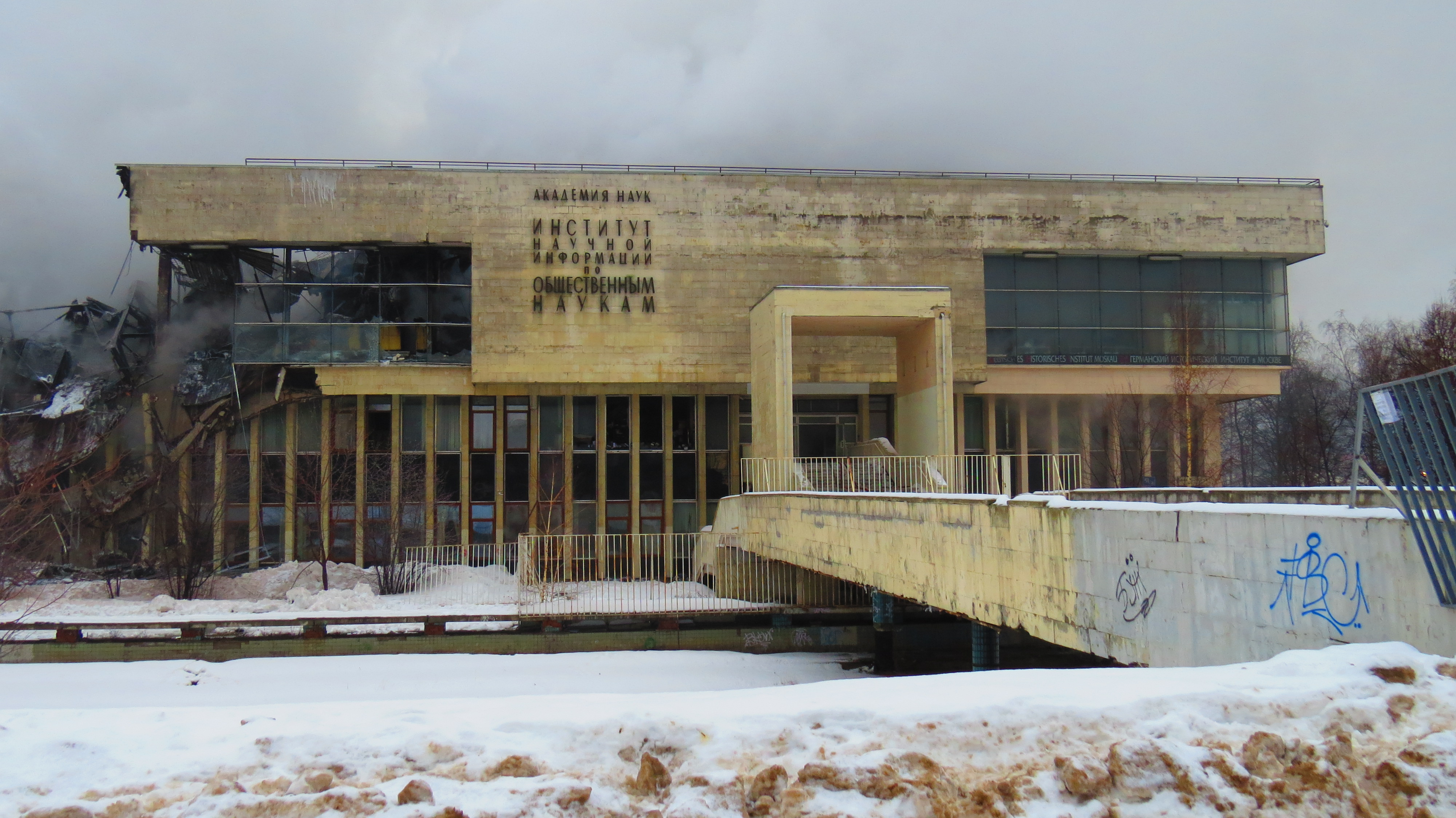
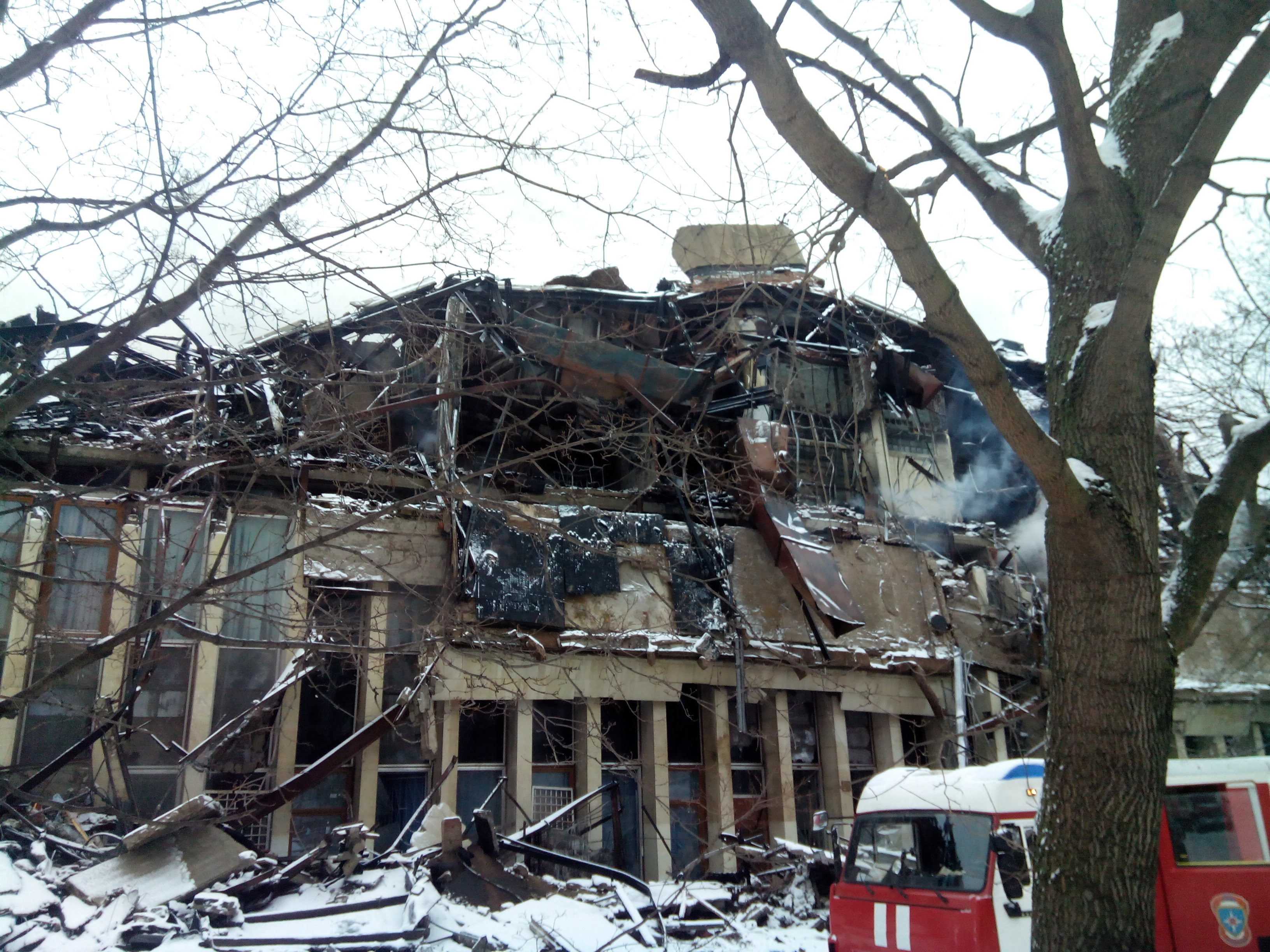
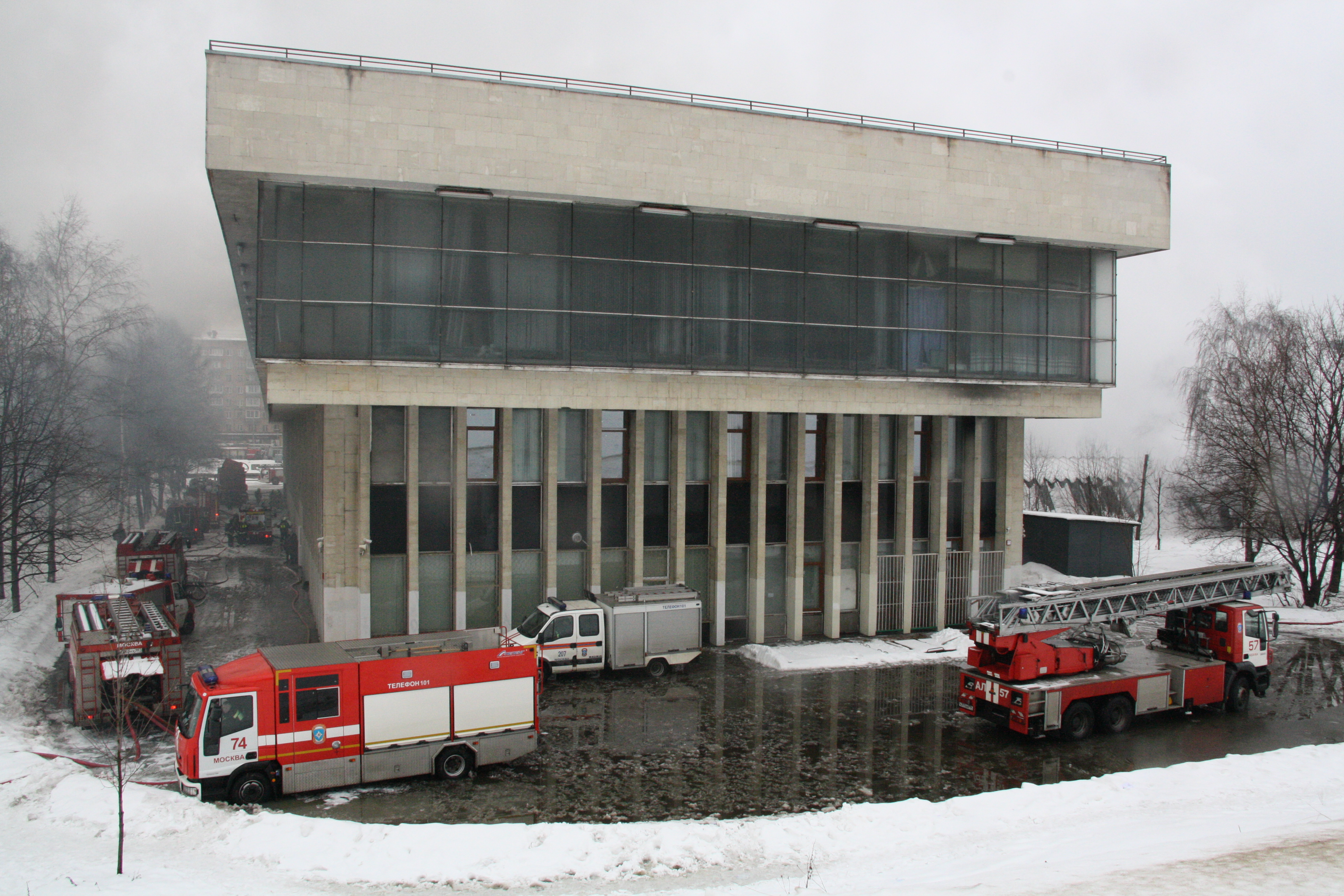

### Ликвидация последствий
Для предупреждения развития плесени намокшие издания было решено заморозить. Спустя неделю после пожара ещё не были определены ни подрядчики, ни сроки, ни место хранения замороженных фондов. 4 февраля 2015 года руководством объявлено о планирующейся организации временных рабочих мест для сотрудников в библиотеках подведомственных ФАНО России институтов. 11 февраля начат вывоз книг. Принято решение о размещении большей части уцелевшего книгохранилища в других российских библиотеках, в том числе в Государственной публичной научно-технической. 14 февраля начат вывоз в криокамеру Российской государственной библиотеки особо ценных с научной точки зрения документов — послереволюционных газет 1917—1925 годов. 20 февраля начался переезд части сотрудников в бывшее здание Сельхозакадемии на улице Кржижановского, 15, предоставленное ИНИОНу на правах безвозмездной аренды. 23 февраля Институт обратился к добровольцам за помощью в разборе книг. Уцелевшие во время пожара экзотические растения вывезены в теплицы ВДНХ.
С начала марта в ликвидации последствий пожара принял участие Росархив, располагающий необходимой аппаратурой. Пострадавшие книги и рукописи обрабатываются в специальной сублимационной машине методом криогенной сушки при температуре минус 150—200 градусов. К 6 марта завершилась эвакуация Редкого фонда (изданий XVI — начала XIX веков) и фонда Русского зарубежья, отправлены на заморозку русские дореволюционные газеты, отечественные и зарубежные книги, поступившие в 1975—2000 годах.
По сообщению пресс-службы ФАНО и «Российской газеты», правительством РФ принято решение о восстановлении ИНИОНа на прежнем месте. Директор ИНИОН Ю. С. Пивоваров отмечал, что для продолжения работы Институту необходимо одно большое помещение — при распылении по разным учреждениям библиотеку «будет очень сложно собрать заново».
В конце марта налажен пострадавший от воды библиотечный сервер 1985 года выпуска, но обнаружилась проблема его несостыковки с компьютерами более поздних моделей. По сообщению газеты «Ведомости», процедура замены сервера на современный слишком долгая и дорогостоящая, поскольку влечёт за собой замену также программного обеспечения. ИНИОН обратился к москвичам с просьбой пожертвовать старую компьютерную технику для продолжения работы института.
Последствием пожара явилось увольнение Ю. С. Пивоварова с поста директора 27 апреля. Исполняющим обязанности директора стал Д. В. Ефременко.
В июле 2015 года пресс-служба ФАНО сообщила о завершении мер по ликвидации пожара и принятии программы модернизации института, рассчитанной на 5 лет. Согласно программе, работы по восстановлению пострадавшей части библиотечного фонда должны быть завершены к концу 2015 года, в 2016—2020 должна быть проведена модернизация информационной системы и сетевых ресурсов. ФАНО сообщило также о планах «создания на базе ИНИОН крупнейшего в стране аналитического центра по общественным наукам».

### После пожара

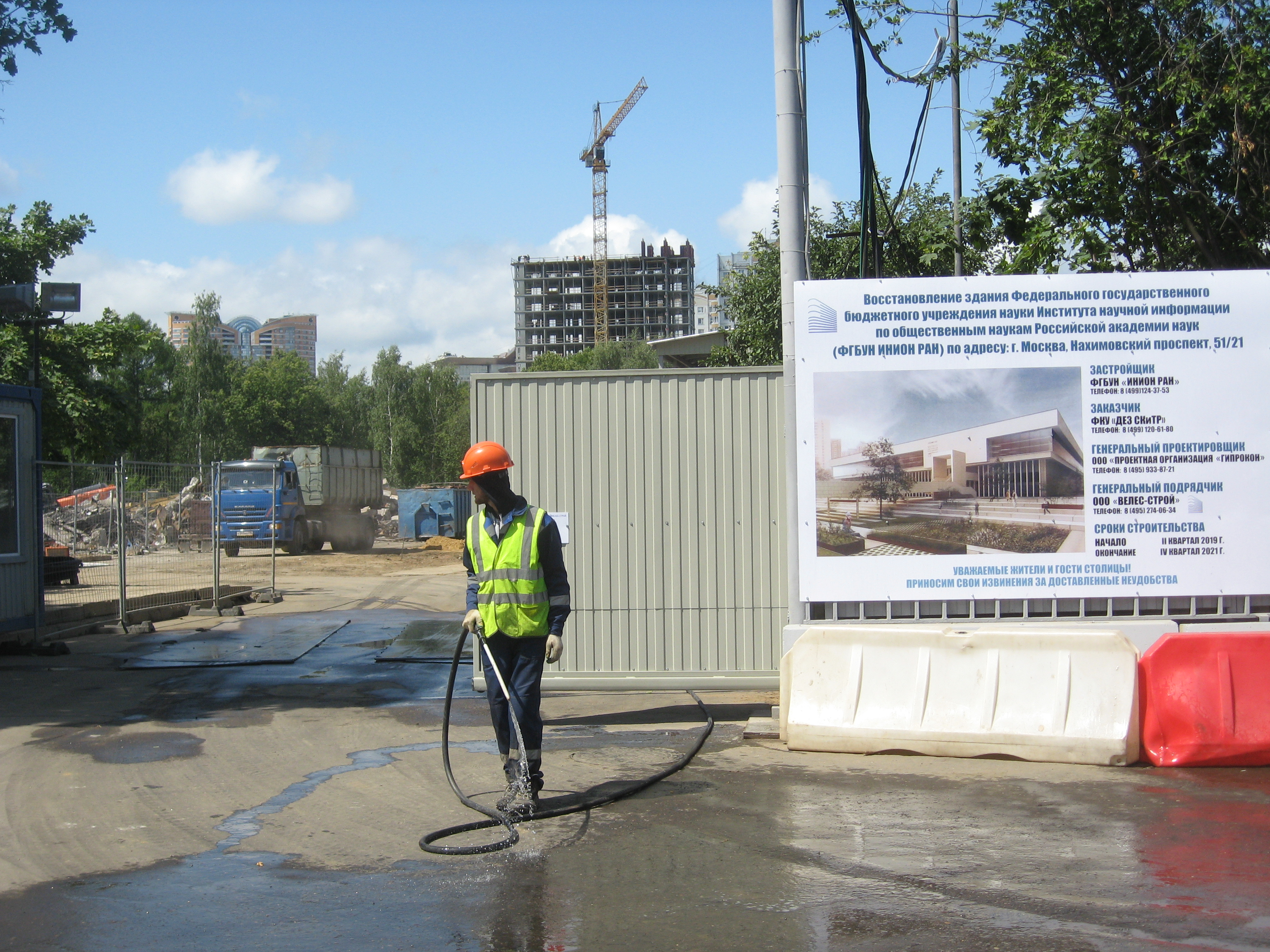

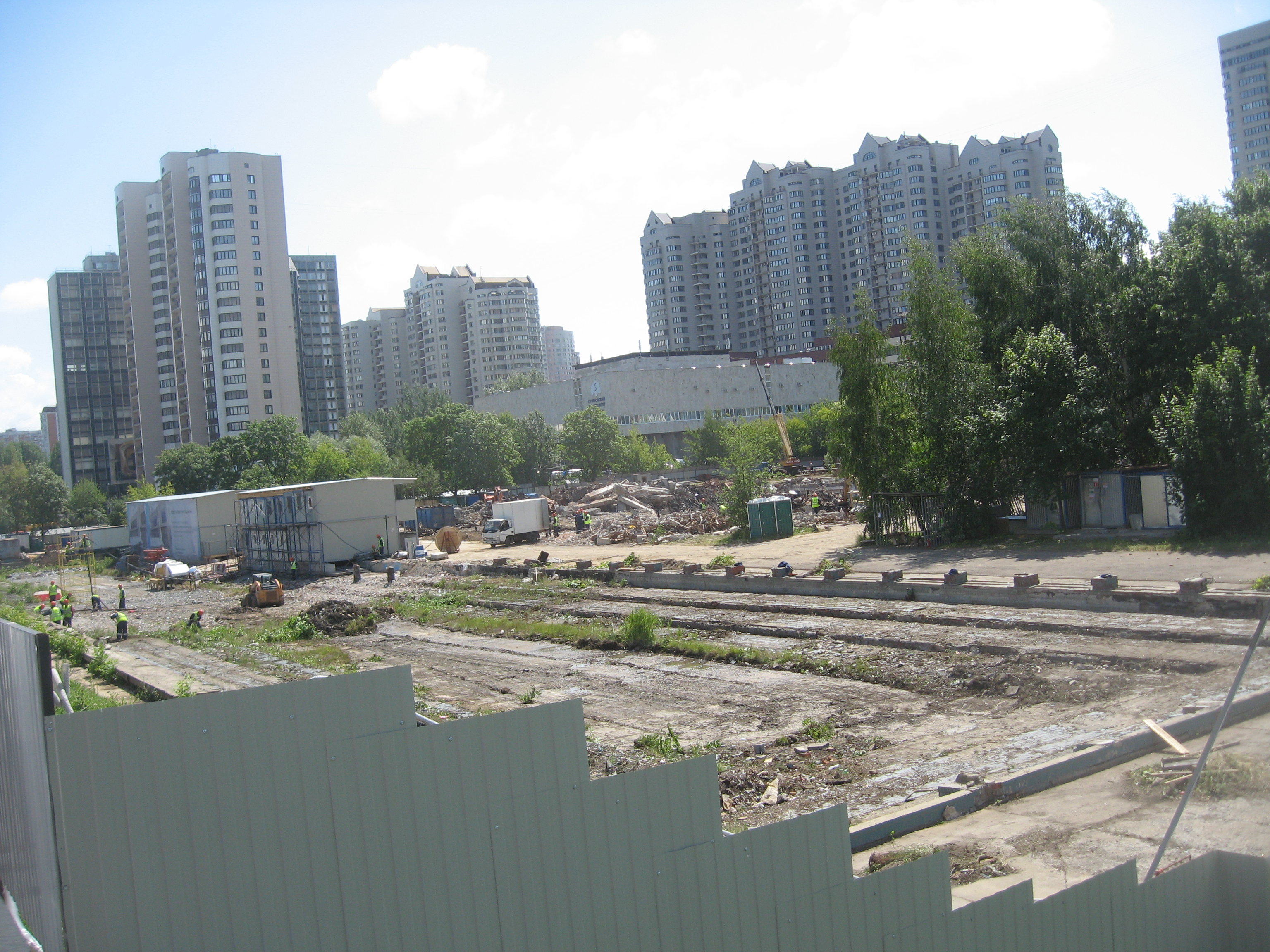

По уточнённым спустя год после пожара оценкам, от огня и воды пострадали 5,7 млн единиц хранения, что за вычетом имевшихся дубликатов составляет 15 процентов библиотечного фонда. Пострадавшие от воды 3,2 млн единиц хранения перевезены в хладокомбинаты. На проведённом в ФАНО 29 января 2016 года «круглом столе» было сообщено о подготовке проекта по восстановлению здания института, которое планируется завершить к 2020 году, сохранив «преемственность по отношению к первоначальному проекту архитектора Якова Белопольского».
ИНИОН временно размещён в разных местах: научные подразделения и дирекция — на улице Кржижановского, д. 15, к. 2; комплектование (Белый зал) и абонемент — на ул. Дмитрия Ульянова, д. 3; типография до 2018 г. — в сохранившейся части здания; эвакуированный книжный фонд — в различных местах, в основном на Кантемировской ул. В то же время филиалы библиотеки в штатном режиме работают при 18 академических институтах в Москве.
В апреле 2016 года контракт с исполняющим обязанности директора института Д. В. Ефременко не был продлён ФАНО. По сообщению газеты «Коммерсантъ», причины увольнения названы не были, коллектив института считал, что ими послужили протесты Ефременко против планов переноса института из центра Москвы в Подмосковье. Решение ФАНО вызвало несогласие коллектива института, накануне на учёном совете утвердившего кандидатуру Ефременко на должность директора. Президент РАН В. Е. Фортов счёл увольнение «нарушением принципиальной договорённости с ФАНО о совместном решении кадровых вопросов» и заявил о намерении вернуться к обсуждению данного решения.
12 мая 2016 года временно исполняющим обязанности директора ИНИОН был назначен В. C. Мирзеханов. Выборы постоянного директора из двух утверждённых коллективом ИНИОНа и Президиумом РАН кандидатур были запланированы на июль 2016 года. Согласно изданиям «Коммерсантъ» и «Полит.ру», 6 июля 2016 года полномочия В. С. Мирзеханова были прекращены, а запланированные выборы приостановлены без объяснения причин коллективу.
С 12 июля 2016 года приказом руководителя ФАНО России временно исполняющим обязанности директора ИНИОН назначен И. В. Зайцев.
В декабре 2016 года Илья Зайцев сообщил о возможном начале строительных работ нового здания библиотеки в III квартале 2017 года, их длительность может занять два-три года. В неутверждённом проекте общая площадь библиотеки увеличится до 38 тысяч м², фондохранилище займёт два подземных этажа, три наземных этажа будут высотой три метра, четвёртый — более четырёх метров.
15 декабря 2017 года на заседании президиума РАН обсуждалось предложение о ликвидации ИНИОН.
В феврале 2018 года исполняющий обязанности директора ИНИОН Илья Зайцев предложил перевести научных сотрудников института на 0,3 ставки, чтобы ФАНО посчитало будто показатели «майского указа» о доведении средней зарплаты научных сотрудников до 200 % от среднего по региону выполняются. Позднее Зайцев заявил, что такой перевод будет предложен только «тем, кто отстаёт». В июле 2018 г. полномочия И. В. Зайцева в качестве временно исполняющего обязанности директора ИНИОН РАН были прекращены. 7 августа 2018 года приказом министра Высшего образования и науки РФ временно исполняющим обязанности директора ИНИОН РАН был назначен В. С. Качан.
С 9 мая 2019 года на должность врио директора назначен член-корреспондент РАН А. В. Кузнецов.
По данным газеты «Коммерсант», в послепожарный период существования ИНИОНа неоднократно поднимался вопрос о переезде института из предоставленного ему в 2015 году помещения на улице Кржижановского. Требования освободить помещение для осуществления капитального ремонта исходили от МЧС, Ростехнадзора и органов санэпидемконтроля. Для переезда институту предоставлялись площади, также нуждающиеся в капитальном ремонте (Институт металлургии и материаловедения и Всероссийский институт научной и технической информации). Ввиду непригодности предоставляемых помещений для научной работы и предполагаемой сотрудниками перспективы объединения институтов, коллектив ИНИОНа отказывался переезжать.
К осени 2020 года здание на Нахимовском проспекте в целом восстановлено, в течение года планируется завершить внутреннюю отделку и смонтировать оборудование. В течение 2020 года в трёх из 18 принимающих читателей филиалов при академических институтах фундаментальной библиотеки ИНИОН РАН созданы электронные имидж-каталоги, позволяющие искать необходимые читателям книги по археологии, философии и американистике в удаленном режиме. В октябре 2020 г. в ИНИОН РАН начал работать Интернет-магазин, предлагающий издания ИНИОН РАН, включая новую фундаментальную междисциплинарную монографию «Феномен Трампа».
12 ноября 2020 г. состоялись альтернативные выборы директора ИНИОН РАН, в которых приняли участие 393 сотрудника ИНИОН РАН (включая совместителей) из 510 (77 %). Действующий врио директора член-корреспондент РАН А. В. Кузнецов получил 358 голосов (91 %).
Летом 2022 года завершены строительные работы в новостройке на месте пожара. Осенью 2022 года ожидается переезд на историческое место научных отделов, в которых сейчас работает свыше 200 человек (в том числе 48 докторов наук и около 100 кандидатов наук), а также Фундаментальной библиотеки ИНИОН РАН.

## Основные изменения структуры и руководство
1919
- Кабинет истории революционного движения на Западе
- Кабинет истории революционного движения в России

1921
- Кабинет истории революционного движения на Западе
- Кабинет истории революционного движения в России
- Кабинет истории идеологии
- Кабинет истории войны 1914—1918 годов
- Кабинет рабочего вопроса
- Кабинет экономики
- Кабинет III Интернационала
- Кабинет советского строительства и права

1923
- Отдел приёма литературы
- Отдел комплектования
- Отдел хранения
- Справочный отдел
- Отдел каталогизации
- Отдел научной систематизации
- Отдел библиографии

1969
- Отдел экономических наук
- Отдел философских наук
- Отдел исторических наук
- Отдел литературоведения
- Отдел языкознания
- Отдел науковедения и истории науки
- Отдел европейских социалистических стран
- Отдел стран Азии и Африки
- Сектор зарубежной литературы
- Отдел справочно-информационного обслуживания
- Отдел ИПС
- Отдел комплексной механизации обработки и использования научной информации
- Научно-методический отдел
- Сектор координации и информации по общественным наукам
- Комплексный сектор изданий ООН
- Отдел комплектования научных фондов
- Отдел научного описания и алфавитных каталогов
- Отдел хранения научных фондов
- Отдел специального хранения научных фондов
- Отдел библиотечного обслуживания
- Редакционно-издательский отдел
- Отделения в институтах Академии наук СССР

1979
Научно-реферативные подразделения
- Отдел научного коммунизма
- Отдел экономических наук
- Отдел философских наук
- Отдел государства и права
- Отдел исторических наук
- Отдел языкознания
- Отдел литературоведения
- Отдел науковедения
- Отдел социалистических стран
- Отдел стран Азии и Африки
- Сектор Дальнего Востока
- Отдел развитых капиталистических стран Западной Европы и Северной Америки
- Отдел информации по актуальным проблемам общественного развития
- Сектор социальных проблем развитого социализма
- Отдел срочной внешнеполитической и внешнеэкономической информации
- Сектор общественно-политических проблем
- Сектор международного коммунистического и рабочего движения

Научно-информационные подразделения
- Отдел научно-библиографической информации

Сектор научного коммунизма и международного рабочего движения
Сектор экономики
Сектор философии
Сектор государства и права
Сектор истории
Сектор языкознания
Сектор литературоведения
Сектор европейских социалистических стран
Сектор стран Азии и Африки
Сектор предварительной обработки информационных материалов
- Отдел исследований и разработки информационных систем

Сектор моделирования информационных систем
Сектор программного обеспечения информационных систем
Сектор общесистемных исследований, проектирования и эксплуатации ИАИС
- Отдел лингвистического обеспечения информационных систем

Сектор исследования и разработки дескрипторных информационно-поисковых языков
Сектор теории и методики классификационных информационно-поисковых языков
Сектор научной обработки и предметного анализа информационных материалов
- Отдел научного описания информационных материалов

Сектор научного описания периодических и продолжающихся изданий
Сектор научного описания книг, алфавитных каталогов
- Отдел комплектования научных фондов

Сектор координации закупки иностранной литературы
Сектор комплектования отечественной литературы
Сектор комплектования иностранной литературы
Сектор международного книгообмена
- Научно-методический отдел

Сектор координации информации по общественным наукам
Сектор методики подготовки реферативных изданий
Сектор биобиблиографии учёных
Сектор научных переводов
Сектор научной организации и использования справочно-информационного фонда
Сектор избирательного распределения информации
Сектор информации по проблемам международного научного сотрудничества
Сектор координации международного научного сотрудничества в области общественных наук
Сектор справочно-библиографического обслуживания
Редакционно-издательские подразделения
- Отдел научных публикаций
- Полиграфическое подразделение

Библиотечные подразделения
- Отдел научных фондов
- Отдел научно-информационного обслуживания
- Отдел спецхранения научных фондов
- Отделения ИНИОН в институтах АН

1997
- Центры социальных и гуманитарных научно-информационных исследований
- Центр научно-информационных исследований глобальных и региональных проблем
- Центр научно-информационных исследований по науке, образованию и технологиям
- Центр информатизации

2014
- Отдел биобиблиографии учёных
- Отдел научного сотрудничества и международных связей
- Группа по работе с аспирантами
- Центр информационного обеспечения банковской деятельности и предпринимательства
- Центр комплексных исследований российской эмиграции
- Центр россиеведения
- Центр перспективных методологий социально-гуманитарных исследований
- Центр сравнительного изучения цивилизаций
- Центр социальных научно-информационных исследований
- Центр гуманитарных научно-информационных исследований
- Центр научно-информационных исследований глобальных и региональных проблем
- Центр научно-информационных исследований по науке, образованию и технологиям
- Фундаментальная библиотека
- Центр информатизации
- Издательский центр

2022
- Научные подразделения

Отдел правоведения
Отдел политической науки
Отдел социологии и социальной психологии
Отдел экономики
Отдел истории
Отдел философии
Отдел культурологии
Отдел литературоведения
Отдел языкознания
Отдел глобальных проблем
Отдел Европы и Америки
Отдел Ближнего и Постсоветского Востока
Отдел Азии и Африки
Центр научно-информационных исследований по науке, образованию и технологиям
Центр сравнительного изучения цивилизаций
Центр россиеведения
Центр перспективных методологий социально-гуманитарных исследований
Центр междисциплинарных исследований
- Научно-информационные подразделения

Центр научно-образовательных и информационных программ
Центр по изучению проблем информатики
Отдел научного сотрудничества
Международный отдел
- Редакционно-издательские подразделения

Издательский центр
Редакция журнала «Россия и современный мир»
Редакция журнала «Россия и мусульманский мир»
Отдел биобиблиографии учёных
- Информационные подразделения

Отдел развития ресурсного потенциала ИНИОН РАН
Отдел электронных информационных технологий (ОЭЛИТ)
Лаборатория компьютерных систем
- Фундаментальная библиотека

| август 1918 — весна 1919        | проф. А. Д. Евтихиев                         |
| с середины 1919 — до конца 1919 | С. П. Щуров                                  |
| с конца 1919 — ?                | Н. М. Попов                                  |
| начало 1920-х                   | акад. Д. Б. Рязанов (?)                      |
| 1923—1934                       | Г. К. Дерман                                 |
| 1934—1937                       | к. и. н. В. В. Максаков                      |
| 1938—1941                       | Т. М. Донцов (и. о.)                         |
| 1941—1949                       | Д. Д. Иванов                                 |
| 1949—1967                       | член-корр. АН СССР В. И. Шунков              |
| 1968—1969                       | к. и. н. И. А. Ходош (и. о.)                 |
| 1970—1972                       | д. и. н. Л. П. Делюсин                       |
| 1972—1998                       | акад. В. А. Виноградов                       |
| 1998 — весна 2015               | акад. Ю. С. Пивоваров                        |
| весна 2015 — весна 2016         | д. полит. н. Д. В. Ефременко (врио)          |
| весна 2016 — лето 2016          | д. и. н. В. C. Мирзеханов (врио)             |
| лето 2016 — лето 2018           | д. и. н. И. В. Зайцев (врио)                 |
| лето 2018 — весна 2019          | В. С. Качан (врио)                           |
| весна 2019 — осень 2020         | член-корр. РАН А. В. Кузнецов (врио)         |
| осень 2020 — н. в.              | д. э. н. проф. член-корр. РАН А. В. Кузнецов |

## Издательская деятельность
C момента своего основания одной из главных задач института являлась издательская деятельность. Обоснованием такой задачи при создании ИНИОН послужил пятнадцатилетней опыт работы ВИНИТИ (1952—1967), который показал, что 
«соединение в одном учреждении функций информации и библиотечного обслуживания читателя наиболее целесообразно. Решая этот вопрос практически, надо учитывать, что ФБОН АН СССР является в нашей стране центральной библиотекой по общественным наукам, располагающей не только исчерпывающей коллекцией советской литературы, но и значительным (3 млн единиц хранения) иностранным фондом. ФБОН уже ряд лет ведет информационную работу (библиографические бюллетени о новых поступлениях, тематические и ретроспективные отраслевые библиографии, выборочное реферирование) и располагает квалифицированными кадрами. В связи с этим Президиум Академии наук СССР, считая необходимым создание в системе АН СССР Института научной информации по общественным наукам, признал целесообразным объединить создаваемый институт и ФБОН АН СССР в единый информационный центр»
Таким образом помимо библиографических указателей, переводов и реферирования новых изданий ИНИОН изначально должен был «заниматься комплектованием и научной обработкой отечественных и зарубежных материалов по общественным наукам». Итогом работы стал целый ряд периодических и непериодических изданий (реферативные журналы (РЖ), специализированные информации (СИ), автоматизированные информации (АИ) и тому подобные), при этом с 1970-х по 1990-е часть материалов носила закрытый характер: публикации шли напрямую в политбюро).
На Институт научной информации по общественным наукам Академии наук СССР возлагались следующие задачи:
1. комплектование и реферирование отечественных и зарубежных материалов по общественным наукам, в первую очередь по философским, экономическим, историческим, правовым наукам и научному коммунизму;
2. подготовка и выпуск библиографических и реферативных изданий, научно-аналитических обзоров литературы по актуальным проблемам общественных наук, выдача переводов и фотокопий важнейших научных трудов;
3. информационное обслуживание в установленном порядке партийных и государственных органов, научных учреждений, высших учебных заведений, научно-педагогических работников;
4. координация и теоретическое обобщение опыта работы по научной информации в области общественных наук;
5. осуществление научных связей с зарубежными научноинформационными организациями.

Начало 2020-х ознаменовало для института преобразование ряда изданий в рецензируемые научные журналы («Вестник культурологии», «Человек: образ и сущность», «Россия и мусульманский мир», «Контуры глобальных трансформаций» и др.), помимо этого продолжается работа над информационно-аналитическими изданиями (до 2021 года — одиннадцать тематических серий реферативного журнала «Социальные и гуманитарные науки. Отечественная и зарубежная литература»), также под грифом ИНИОН РАН выходят книжные серии «Лики культуры», «Книга света», «Humanitas», «Summa culturologiae», «Российские Пропилеи», «Зерно вечности», «Письмена времени», «Культурология. XX век»

## Комментарии
1. ↑  В 1918—1924 — Библиотека Социалистической академии ВЦИК; 1924—1936 — Библиотека Коммунистической академии ЦИК СССР; 1936—1968 — Фундаментальная библиотека по общественным наукам Академии наук СССР; 1969—1991 — Институт научной информации по общественным наукам Академии наук СССР; с 1991 — Институт научной информации по общественным наукам Российской Академии наук[8].
2. ↑  В 1925—1994 годах — улица Фрунзе. Впоследствии здание было передано Библиотеке по естественным наукам[20].
3. ↑  Часть книжной коллекции (так называемое Шереметьевское отделение) перешла к Институту К. Маркса и Ф. Энгельса.
4. ↑  В 90 лет служения науке, 2009 и др. юбилейных изданиях ИНИОН сведения отсутствуют.